# Strike (Einheit)
Strike war ein englisches Volumenmaß und  als Getreide-, Salzmaß und auch für Steinkohle im Gebrauch. Es war auch ein Zählmaß.

## Volumen
- 1 Strike =  2 Bushel = 8 Peck = 16 Gallonen = 32 Pottle = 64 Quarter = 128 Pint = 3663 Pariser Kubikzoll = 72 ½ Liter
- 2 Strikes = 1 Comb
- 4 Strikes = 1 Quarter
- 20 Strikes = 1 Tun/Tonne
- 40 Strikes = 1 Load/Last

## Zählmaß
- 1 Strike = 25 Stück[2]